# Cornelia Read
Pour les articles homonymes, voir Read.
Œuvres principales
- Série Madeline Dare

Cornelia Read, née le 8 mars 1963 à Oyster Bay dans le comté de Nassau, à proximité de New York, sur l'île de Long Island, est une romancière américaine, auteur de roman policier.

## Biographie
Descendante d'une famille WASP de Long Island, Cornelia Read étudie à New York avant de déménager pour la Californie.
Elle vient à l'écriture sur le tard, en suivant un cours de création littéraire lors d'une période de chômage. Son premier roman Champs d'ombres (A Field of Darkness) est publié en 2006 et est nommé pour plusieurs prix littéraires prestigieux aux États-Unis, comme le prix Edgar-Allan-Poe. Ce roman connaît une suite en 2008 avec L’École des dingues (The Crazy School), puis avec L'Enfant invisible (Invisible Boy), trois récits traduits depuis par l'éditeur Actes Sud dans sa collection Actes noirs. Valley of Ashes, le quatrième tome de la série, est actuellement inédit en France.

## Œuvre

### SérieMadeline Dare
1. Champs d'ombres, Actes Sud, coll. « Actes noirs », 2007 ((en) A Field of Darkness, 2006), trad. Laurent Bury, 510 p.  (ISBN 978-2-7427-6844-8)Réédition Actes Sud, coll. « Babel noir » no 46, 2011, 512 p. (ISBN 978-2-7427-9772-1)
2. L'École des dingues, Actes Sud, coll. « Actes noirs », 2009 ((en) The Crazy School, 2008), trad. Laurent Bury, 301 p.  (ISBN 978-2-7427-8648-0)Réédition Actes Sud, coll. « Babel noir » no 80, 2013, 404 p. (ISBN 978-2-330-01971-6)
3. L'Enfant invisible, Actes Sud, coll. « Actes noirs », 2011 ((en) Invisible Boy, 2010), trad. Laurent Bury, 407 p.  (ISBN 978-2-7427-9764-6)Réédition Actes Sud, coll. « Babel noir » no 156, 2016, 515 p. (ISBN 978-2-330-06127-2)
4. (en) Valley of Ashes, 2012

## Prix et distinctions notables
- Nomination au prix Edgar-Allan-Poe du meilleur premier roman en 2007 pour A Field of Darkness.
- Nomination au prix Macavity du meilleur premier roman en 2007 avec A Field of Darkness.
- Nomination au prix Barry du meilleur premier roman en 2007 avec A Field of Darkness.
- Nomination au prix Anthony du meilleur premier roman en 2007 avec A Field of Darkness.